# Йович, Стефан
Стефан Йович (серб. Стефан Јовић; род. 3 ноября 1990, Ниш) — сербский баскетболист, играющий на позиции разыгрывающего защитника. В составе сборной Сербии становился серебряным призёром Олимпийских игр 2016 года и чемпионата мира 2014 года. Выступает за баскетбольный клуб «Валенсия».

## Карьера

### Клубная
Йович начал играть в баскетбол за юниорскую команду «Эгроном» в родном городе Ниш, в составе которой выиграл чемпионат Сербии и Черногории среди юниоров 2005 года. С 2010 по 2012 год играл в клубе Слога, а в июле 2012 года подписал трехлетний контракт с клубом «Раднички».
Спустя два года, 21 сентября 2014, был заключен трёхлетний контракт с «Црвеной звездой». В первом же сезоне (2014/2015) он победителем Адриатической лиги, чемпионата Сербии и Кубка Радивоя Корача. Он также сыграл в 19 играх Евролиги, набирая в среднем 2,9 очков, отдавая 2,8 передач и совершая 2,1 подбора.
В ноябре 2015 года, в игре против клуба «Баварии» из Мюнхена, Йович установил рекорд Евролиги отдав 19 результативных передач в одной игре. В мае 2016 он был назван MVP финала Адриатической лиги сезона 2015/2016.
8 сентября 2016 продлил контракт с клубом «Црвена звезда» до конца сезона 2017/2018. Однако 14 июля 2017 года подписал двухлетний контракт с «Баварией».
19 сентября 2023 года Йович подписал контракт с испанским клубом «Валенсия».

### Международная
В составе молодежной сборной выигрывал серебряную медаль Средиземноморских игр и бронзовую медаль летней Универсиады в 2013 году. Дебютировал в составе взрослой сборной на чемпионате мира 2014 года, где выиграл серебряную медаль, после чего, спустя два года, на летних Олимпийских играх 2016 года повторил результат.
Йович был участником Евробаскета-2017, где команда выиграла серебряные медали, проиграв в финале сборной Словении. За 9 игр чемпионата, она набирал в среднем 6,4 очков, совершая 2,4 подбора и отдавая 5,4 передачи за матч.

## Достижения

### Личные
- Чемпион Адриатической лиги (3): 2014/15, 2015/16, 2016/17
- Чемпион Германии (2): 2017/18, 2018/19
- Чемпион Сербии (3): 2014/15, 2015/16, 2016/17
- Обладатель Кубка Германии: 2017/18
- Обладатель Кубка Радивоя Корача (2): 2014/15, 2016/17

### Сборная Сербии
- Серебряный призёр Олимпийских игр: 2016
- Серебряный призёр чемпионата мира: 2014, 2023
- Серебряный призёр чемпионата Европы: 2017